# 蒂希斯塔夫 (尼古拉耶夫州)
47°32′50″N 32°41′2″E / 47.54722°N 32.68389°E
蒂希斯塔夫（烏克蘭語：Тихий Став），2024年9月前名为切爾沃内斯塔夫（烏克蘭語：Червоний Став），是烏克蘭的村落，位於該國南部尼古拉耶夫州，由巴什坦卡區贝雷兹内胡瓦泰市镇負責管轄，始建於1924年，面積0.42平方公里，海拔高度87米，2001年人口101，人口密度每平方公里241.1人。
2024年9月19日，乌克兰最高拉达将此村的名字改为蒂希斯塔夫。